# هيذر دويركسين
هيذر دويركسين هي ممثلة كندية، ولدت في 12 فبراير 1980 بوينيبيغ في كندا.

## أعمال

### أفلام
- (2008) العين[4]
- (2008) اليوم الذي تبقى فيه الأرض صامدة[5][6][7]
- (2013) حافة الهادي[8]

### مسلسلات
- كايل إكس واي

## وصلات خارجية
- هيذر دويركسين على موقع IMDb (الإنجليزية)
- هيذر دويركسين على موقع ألو سيني (الفرنسية)
- هيذر دويركسين على موقع أول موفي (الإنجليزية)
- هيذر دويركسين على موقع قاعدة بيانات الأفلام السويدية (السويدية)
- هيذر دويركسين على موقع قاعدة بيانات الفيلم (الإنجليزية)
- هيذر دويركسين على موقع كينوبويسك (الروسية)